# Flagship (entreprise)
Pour l’article homonyme, voir Flagship.
Ne doit pas être confondu avec Flagship Studios.
Flagship (フラグシップ, Furagushippu) était une entreprise japonaise de développement de jeux vidéo indépendante fondée le 24 avril 1997 par Capcom, Nintendo et Sega, et dirigée de sa fondation à sa dissolution par Yoshiki Okamoto. Flagship créa plusieurs scénarios pour différents jeux vidéo, et développa plusieurs jeux exclusivement pour Nintendo sur Game Boy Color et Game Boy Advance. Le dernier jeu du studio, Kirby : Mouse Attacks, est sorti sur Nintendo DS en 2007,.
L'entreprise n'existe plus depuis le 1er juin 2007, et ses employés ont été transférés chez Capcom et Nintendo. 
Flagship est connu pour avoir développé The Legend of Zelda: Oracle of Ages et Oracle of Seasons sur Game Boy Color.

## Jeux développés
- Beck: The Game
- Bounty Hunter Sarah: Holy Mountain No Teiou
- Kirby : Les souris attaquent
- Kirby and the Amazing Mirror
- The Legend of Zelda: Oracle of Ages
- The Legend of Zelda: Oracle of Seasons
- The Legend of Zelda: A Link to the Past / Four Swords (portage sur GBA)
- The Legend of Zelda: The Minish Cap
- Onimusha: Warlords
- Resident Evil: Code Veronica
- Resident Evil Zero